# 道の駅内灘サンセットパーク

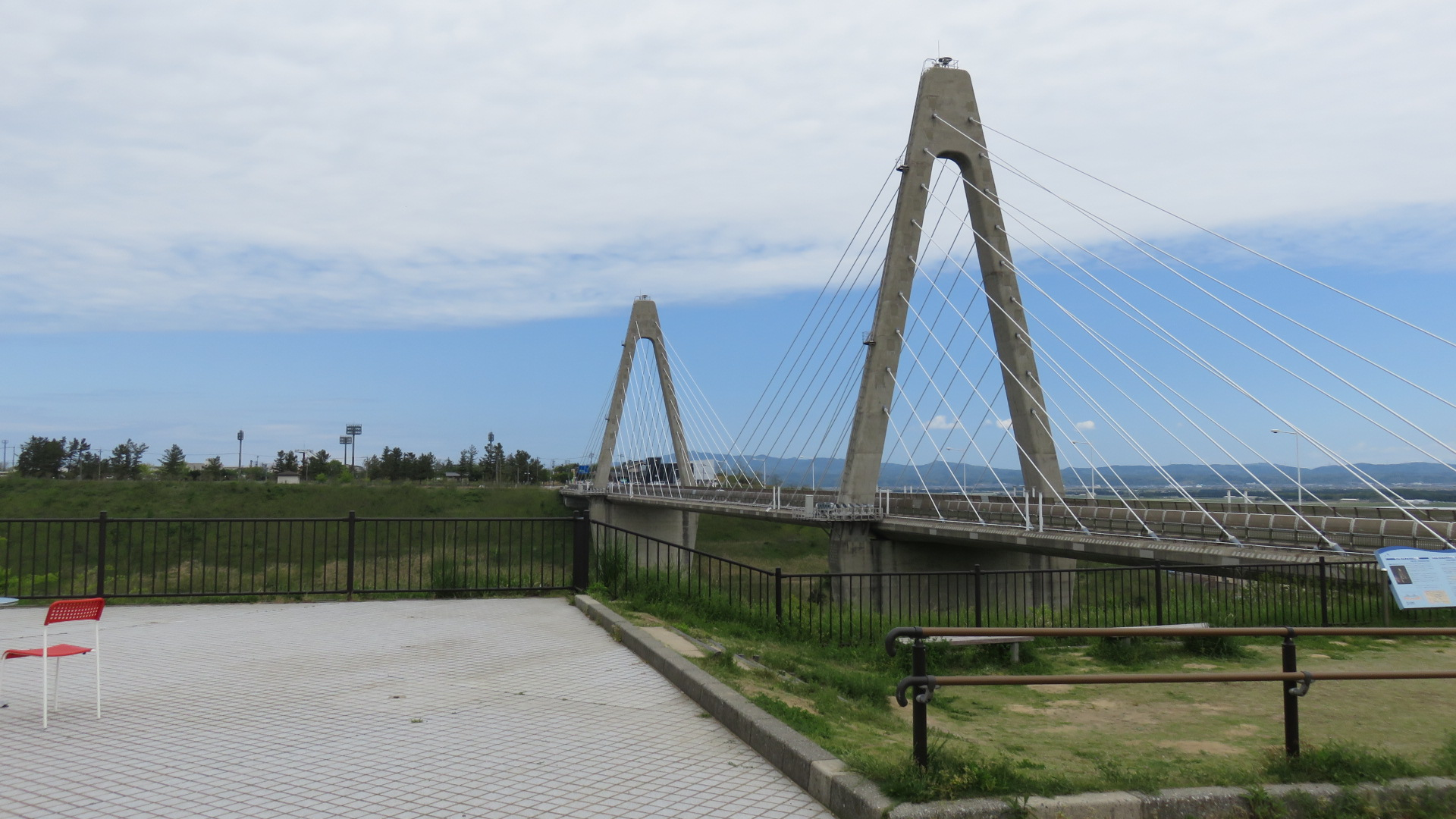
当駅登録路線、石川県道162号にある、
サンセットブリッジ内灘
(2017年5月撮影)

道の駅内灘サンセットパーク（みちのえき うちなだサンセットパーク）は、石川県河北郡内灘町字大学にある石川県道162号高松内灘線の道の駅である。

## 概要
2007年3月に道の駅に登録された。
2016年（平成28年）5月9日のリニューアルオープン時に、五郎島農園が指定管理者となり運営していたが、同社の経営破綻に伴い内灘町は指定を解除した。これにより、2021年（令和3年）11月より駐車場・トイレを除き休業した。
2022年度から新たに金城交通が指定管理者となり、2022年（令和4年）7月7日に営業を再開した。

## 施設
2022年のリニューアルでは、金沢市の青果卸売「堀他」が運営する飲食コーナーが設置されている。
- 駐車場
  - 普通車：43台
  - 大型車：3台
  - 身障者用：2台
- トイレ
  - 男：大 1器、小 2器
  - 女：2器
  - 身障者用：1器
- OTAKARA MARKET（物販、9:00 - 18:00）
- Horita PICNIC（イートイン、9:00 - 18:00）
- Horita 205 UCHINADA（テイクアウト、9:00 - 19:00）

### 管理団体
- 設置者：内灘町[1]
- 指定管理者：金城交通（2022年度より）[5][8]

## アクセス
- 石川県道162号高松内灘線 - 登録路線

## 周辺
- 河北潟
- 内灘大橋
- のと里山海道 内灘IC
- 金沢医科大学・金沢医科大学病院
- 内灘町役場